# Sobaipuri
La tribu Sobaipuri est une peuplade amérindienne de la région du désert de Sonora, au sud de l'Arizona et au nord du Mexique, présente à l'arrivée des premiers explorateurs espagnols dans la région vers 1539-1540.

## Histoire
Les premiers hommes à vivre dans la région se font nommer Hohokam. Ces Amérindiens sont des agriculteurs vivant dans des villages situés dans la région de 200 à 1450 apr. J.-C. Ils se rendent dans les zones montagneuses du parc pour y chasser et y pratiquer la cueillette de fruits et de plantes sauvages, tandis qu'ils cultivent du maïs et des courges près de leurs villages.
Ils gravent et dessinent des pétroglyphes et des pictographes sur différents rochers de la région. Les pictographes, réalisés avec de la peinture naturelle, ne sont plus visibles que dans des grottes, car, en dehors, ils disparaissent à cause des conditions climatiques. Cette forme d'art permet de représenter des parties de leur vie (comme la chasse) ou de leur spiritualité.
Les archéologues pensent que le style de vie de ces agriculteurs change à la suite de sécheresses, de guerres et d'un appauvrissement des sols. Ils seront remplacés par les tribus amérindiennes Sobaipuri et O'odham (ou Papagos), dont l'alimentation est basée sur les fruits des cactus et la chasse. Les fruits des cactus Saguaro sont ainsi bouillis de la fin juin pour en faire de la confiture, du sirop ou du vin.